# Le Petit Prince (film, 1966)
Pour plus de détails, voir Fiche technique et Distribution.
Le Petit Prince (en lituanien : Mažasis princas, en russe : Маленький принц) est un film soviétique réalisé en 1966 par le réalisateur cinématographique, à l'époque ressortissant de la République Socialiste Soviétique de Lituanie, Arūnas Žebriūnas à Lietuvos kino studija,. C'est le tout premier long-métrage adapté du conte philosophique d'Antoine de Saint-Exupéry. Il sera présenté au public français en 1994.

## Critiques
Dans une interview le réalisateur Arunas Žebriūnas déclarera ne pas avoir réussi à traduire en langage cinématographique toutes les subtilités du Petit Prince et n'être satisfait que de quelques séquences de son film.
L'interprétation du rôle-titre par Evaldas Mikaliūnas alors âgé de six ans reçoit des évaluations positives, mais le film, bien qu'il ait réuni les talents confirmés comme Donatas Banionis et Otar Koberidzė, n'a pas impressionné les critiques,.

## Fiche technique
- Titre : Le Petit Prince
- Titre original : Mažasis princas
- Réalisation : Arūnas Žebriūnas
- Scénario : Arūnas Žebriūnas d'après le roman de Saint-Exupéry
- Direction artistique : Algirdas Ničius (lt), Leonardas Gutauskas (lt)
- Photographie : Aleksandras Digimas
- Musique originale : Teisutis Makačinas (lt)
- Son : Petras Lipeika (lt)
- Costumes : Viktorija Bimbaitė (lt)
- Montage : Izabele Pinaityte
- Production : Lietuvos kino studija
- Format : Couleur
- Langue : russe
- Durée : 65 minutes
- Sortie : 1966

## Distribution
- Donatas Banionis : Adulte
- Otar Koberidze (en) : Aviateur
- Evaldas Mikaliūnas (lt) : Enfant
- Innokenti Smoktounovski : Voix off